# Carlos Infante
Carlos Jesús Infante Figueroa (* 14. Februar 1982 in Ciudad Nezahualcóyotl, Estado de México) ist ein ehemaliger mexikanischer Fußballspieler auf der Position eines Verteidigers.

## Laufbahn
Der aus dem Nachwuchsbereich des Club América stammende Infante stand von 2001 bis 2010 auch als Profispieler bei den Americanistas unter Vertrag und gehörte im Torneo Verano 2002 zum Kader der Mannschaft, die die mexikanische Fußballmeisterschaft gewann.
Zum Gewinn des Meistertitels drei Jahre später konnte Infante dagegen nichts beisteuern, weil er in der Saison 2004/05 an die Tiburones Rojos Veracruz ausgeliehen war, die ihn im Sommer 2010 auch erwarben. Bereits ein halbes Jahr später veräußerten die Tiburones Rojos ihn an die Reboceros de La Piedad, in deren Reihen Infante wenige Monate später auch seine aktive Laufbahn beendete.
Außerdem spielte Infante während seiner Zeit bei América auf Leihbasis für die UANL Tigres (2004), den CD Zacatepec (2006), den Club Necaxa und den Puebla FC (beide 2009) sowie zwischen 2005 und 2008 auch häufiger für Américas Farmteam Socio Águila.

## Erfolge
- Mexikanischer Meister: Verano 2002